# Natalie Hinds
Pour les articles homonymes, voir Hinds.
Natalie  Hinds est une nageuse américaine née le 7 décembre 1993 à Midland, au Texas. Elle a remporté la médaille de bronze du relais 4 × 100 m nage libre aux Jeux olympiques d'été de 2020 à Tokyo. Elle participe à l'International Swimming League au sein des Cali Condors.

## Palmarès

### Championnats du monde en grand bassin
- Championnats du monde 2022 à Budapest :
  -  Médaille d'or du relais 4 × 100 m quatre nages (participe uniquement aux séries).
  -  Médaille de bronze du relais 4 × 100 m nage libre (participe uniquement aux séries).